# Volkmar Döring
Volkmar Döring (* 1952 in Hamburg) ist ein deutscher Kinderbuchillustrator, Autor, Musikant und Trickfilmzeichner.
Döring lebt in Bingen am Rhein. Er ist Schriftführer im Vorstand des Landesbezirks Rheinland-Pfalz des Verbandes deutscher Schriftsteller (VS) in ver.di.

## Veröffentlichungen
- Huckepack den Dudelsack, musikalische Schnurrpfeifereien – LP Album 1976, Phonogram/Philips
- Kristin, komm flieh mit mir nach Wien / Hähnchen Klein – Vinyl-Single 1977, Phonogram/Philips
- Sabine steht hinter der Gardine / Ginseng Song – Vinyl-Single 1977, Phonogram/Philips
- Knubbel die Katz on tour – Jugendcomic-TB über eine singende Katzenfrau, rororo rotfuchs 1981
- Neue Währung ist die Sonne – LP Album mit gleichnamigem Lieder-/Lyrikband 1986, Jungjohann V.
- Wolkenmaus und Käsemond – 12-seitiges Bilderbuch mit Versen über die Mondphasen, patmos 1990
- Wolkenmaus und Elefant- 12-seitiges Bilderbuch mit Versen über das Telefonieren, patmos 1991
- Und das Visum bitte in mein Skizzenbuch – Tagebuch zweier Jordanienreisen, selbstverl. 1993
- Magische Wasserrätsel – Unterwasser-Rätselfest, Texte und Illustrationen, Ars Edition 1994
- Klabautz der Clown – 24-seitiges Bilderbuch, malerische ganzs. Bilder und Verse, Boje 1995
- My Oxford Word Box – Lexikon CD-Rom, 195 einminütige Animationen, Oxford University Press 1997
- Guten Flug, Wuschelbär! – Bilderbuch mit Technik und beschreibendem Text, Velber OZ 2002
- Wuschelbär am Bahnhof – Bilderbuch mit Technik und beschreibendem Text, Velber OZ 2002
- Meteorit hinter Glas – Kurzgeschichte gewinnt Verstärkerpreis, 3. Preis zum Thema Feuer 2004

Als Mitglied der IO Illustratoren Organisation pflegt Volkmar Döring die Kontakte zu Kollegenverbänden im Europäischen Ausland, derzeit 22 Mitgliedsverbänden im EIF European Illustrators Forum, präsent auf den Internationalen Buchmessen Frankfurt und Bologna. Außerdem arbeitet er ehrenamtlich im
- VS Verband dt. Schriftsteller Rhld.-Pfalz e.V.
- Friedrich-Bödecker-Kreis  Rhld.-Pfalz e.V.
- Binger Bühne e.V. Kleinkunst- und Kulturverein
- ver.di Landesfachbereichsvorstand FB 8 Medien, Kunst & Industrie RLP
- ver.di Landesfreienrat RLP